# Rete ferroviaria delle Marche
La rete ferroviaria delle Marche è costituita esclusivamente da linee a scartamento ordinario che si sviluppano per un totale di circa 386 km di lunghezza. La rete è gestita da Rete Ferroviaria Italiana (RFI).
La rete in passato comprendeva ulteriori 161 km di ferrovie, ad oggi dismesse, di cui 91 km a scartamento ordinario, 59 km a scartamento ridotto e 11 km a scartamento metrico.

## Caratteristiche
| Data di apertura  | Tratta                               | Linea                                  | Stato             | km     | Scartamento | Elettrificazione      |
| ----------------- | ------------------------------------ | -------------------------------------- | ----------------- | ------ | ----------- | --------------------- |
| 17 novembre 1861  | Cattolica S. Giovanni Gabicce-Ancona | Bologna-Ancona                         | Attiva            | 74,675 | Ordinario   | 3 000 V CC            |
| 13 maggio 1863    | Ancona-Porto d'Ascoli                | Adriatica                              | Attiva            | 89,277 | Ordinario   | 3 000 V CC            |
| 29 aprile 1866    | galleria Fossato-Falconara Marittima | Roma-Ancona                            | Attiva            | 71,739 | Ordinario   | 3 000 V CC            |
| 25 ottobre 1884   | Albacina-Matelica                    | Civitanova Marche-Fabriano             | Attiva            | 12,340 | Ordinario   | in corso a 3 000 V CC |
| 25 novembre 1884  | Corridonia-Civitanova Marche         | Civitanova Marche-Fabriano             | Attiva            | 21,723 | Ordinario   | in corso a 3 000 V CC |
| 15 settembre 1885 | Matelica-Castelraimondo              | Civitanova Marche-Fabriano             | Attiva            | 7,130  | Ordinario   | in corso a 3 000 V CC |
| 1º maggio 1886    | Ascoli Piceno-Porto d'Ascoli         | Ascoli Piceno-San Benedetto del Tronto | Attiva            | 27,798 | Ordinario   | 3 000 V CC            |
| 22 maggio 1886    | Macerata-Corridonia                  | Civitanova Marche-Fabriano             | Attiva            | 5,459  | Ordinario   | in corso a 3 000 V CC |
| 24 giugno 1886    | Castelraimondo-San Severino Marche   | Civitanova Marche-Fabriano             | Attiva            | 11,530 | Ordinario   | in corso a 3 000 V CC |
| 24 dicembre 1888  | San Severino Marche-Macerata         | Civitanova Marche-Fabriano             | Attiva            | 28,411 | Ordinario   | in corso a 3 000 V CC |
| 28 aprile 1895    | Pergola-Fabriano                     | Urbino-Fabriano                        | Attiva            | 31,605 | Ordinario   | no                    |
| 20 settembre 1898 | Urbino-Fermignano                    | Urbino-Fabriano                        | Dismessa dal 2011 | 5,586  | Ordinario   | no                    |
| 20 settembre 1898 | Fermignano-Pergola                   | Urbino-Fabriano                        | Dismessa dal 1966 | 42,168 | Ordinario   | no                    |
| 11 aprile 1906    | Castelraimondo-Camerino              | Castelraimondo-Camerino                | Dismessa dal 1956 | 11,070 | Metrico     | no                    |
| 22 maggio 1906    | Diramazione al Porto di Ancona       | Ancona-Ancona Marittima                | Sospesa           | 1,720  | Ordinario   | 3 000 V CC            |
| 14 dicembre 1908  | Porto San Giorgio-Amandola           | Porto San Giorgio-Amandola             | Dismessa dal 1956 | 56,964 | Ridotto     | no                    |
| 2 agosto 1909     | Diramazione per Fermo Città          | Porto San Giorgio-Amandola             | Dismessa dal 1956 | 2,312  | Ridotto     | no                    |
| 1º maggio 1915    | Fano-Fossombrone                     | Fano-Urbino                            | Dismessa dal 2011 | 26,259 | Ordinario   | no                    |
| 30 novembre 1916  | Fossombrone-Fermignano               | Fano-Urbino                            | Dismessa dal 2011 | 16,905 | Ordinario   | no                    |

## Estensione della rete

### Tratte in esercizio
- Cattolica S. Giovanni Gabicce-Ancona della ferrovia Bologna-Ancona (RFI)
- Ancona-Porto d'Ascoli della ferrovia Adriatica (RFI)
- Fabriano-Ancona della ferrovia Roma-Ancona (RFI)
- Pergola-Fabriano della ferrovia Urbino-Fabriano (RFI)
- Civitanova Marche-Fabriano (RFI)
- Ascoli Piceno-San Benedetto del Tronto (RFI)

### Tratte sospese
- Ancona-Ancona Marittima (RFI) dal 2015

### Tratte dismesse
- Fano-Urbino (RFI) dal 2011 (1898-1987)
- Fermignano-Pergola della ferrovia Urbino-Fabriano (FS) dal 1966 (1898-1944)
- Castelraimondo-Camerino (SFM) dal 1956 (1906-1956)
- Porto San Giorgio-Amandola (FAA) dal 1956 (1908-1956)

### Articoli
- Ferrovie dello Stato Italiane, Rete Ferroviaria Italiana, Atlante delle linee ferroviarie dismesse (PDF), 2016.
- Ferrovie dello Stato Italiane, Rete Ferroviaria Italiana, Atlante di viaggio lungo le ferrovie dismesse (PDF), 2017.

### Libri
- Claudio Cerioli, Da Camerino al mondo. Per una storia dei trasporti nelle Marche, Salò (BS), ETR, 1985, ISBN 88-85068-20-0.